# نيل كالفين بيترسون
نيل كالفين بيترسون (بالإنجليزية: Neal Calvin Peterson)‏ هو موسيقي أمريكي، ولد في 13 مايو 1980.